# A fejedelem
Niccolò Machiavelli hírnevét elsősorban az A Fejedelem (eredetileg olaszul Il Principe) című politikai, államelméleti tanulmányának köszönheti, amelyet 1513 körül írt, de csak 1532-ben adták ki, halála után 5 évvel.

## Összefoglalás
A mű tulajdonképpen egy királytükör, ami a következő központi kérdéssel foglalkozik: hogyan tudja egy uralkodó vagy uralkodásra készülő fejedelem a lehető legerősebb kormányt (kormányzást) létrehozni és megtartani – azaz, hogyan tegyen szert hatalomra és tartsa azt meg. Machiavelli műve szerint az erkölcsi elveket teljesen alá kell rendelni a célszerűség, a cél elérése által és érdekében diktált szempontoknak, amiből következik, hogy a világ a fejedelem szemében nem változik; a benne élő emberek sem rosszabbak, sem jobbak nem lesznek az idők folyamán. A fejedelem dolga, hogy ezekkel az emberekkel a legjobb eredményeket érje el, de ne foglalkozzon sem a neveltetésükkel, sem a felvilágosításukkal, amely nézet ebben a formában az utilitarianizmus nevű ideológia előfutára.
A szerző először a különböző típusú fejedelemségek hatékony irányításáról ír. A feltételezhetően az uralkodó arisztokrácia sorába tartozó olvasónak elmagyarázza, melyek a legjobb eszközök államuk megszervezésére, fenntartására és megvédésére – mely eszközök között, akárcsak ma, akkoriban is első helyen szerepelt az erőszak és a háború.
Ezek után Machiavelli kitér arra, melyek a fejedelem ideális tulajdonságai. Ebből a felsorolásból a modern vezetéstudományi munkák is szoktak idézni.
A hatékony vezető személyiségjegyei a következők:
- legyen kész arra, hogy a „nagy emberek” viselkedését, tetteit utánozza, különösen az ókori Róma kiemelkedő alakjait értve ez alatt – tekintve, hogy a mű a reneszánsz idején született
- legyen képes bemutatni, hogy a kormányzás miért és miképpen szükséges a népjóléthez például azáltal, hogy a gyeplő elengedésével átmenetileg szabad utat enged a csőcseléknek
- foglalkozzék a hadviselés művészetével – de csak az állam fenntartása érdekében
- vegye tudomásul, hogy a kegyetlenségek és a bűn a hatalom és a stabilitás fenntartásának szükséges eszközei
- vagyonát használja fel körültekintően
- legyen elég bölcs ahhoz, hogy csak szükség esetén kérjen tanácsot

Machiavelli műve nem lát kapcsolatot az etika és a politika között, ami sok kortársát zavarta.
A fejedelemnek azon kell lennie, hogy könyörületesnek, vallásosnak, becsületesnek és erkölcsösnek lássák. 
Ám a valóságban a fejedelem kötelességei nem teszik lehetővé semelyik előbb említett erény gyakorlását.
Az utolsó néhány fejezet az itáliai helyzetet tárgyalja a mű születésének idején.

## A mű hatása
A könyv mindig a katolikus egyház tiltott könyvei között szerepelt (indexes könyvek, latinul Index librorum prohibitorum), mivel a gondolatai szemben álltak Hippói Szent Ágoston politikai tanításaival. A könyv ugyanis kikezdte a katolikus egyház skolasztikus filozófiáját és segített a felvilágosodás világi gondolatainak megformálásában.
Máig vita van arról, hogy a művet a szerző milyen céllal írta, és hogy cinikus vagy inkább szatirikus-e a könyv stílusa. Machiavellit a hazáján kívül mindenesetre ez a műve tette ismertté, amelyet a megjelenésétől kezdve teljesen komolyan vettek, és azonnal számos követője támadt. Rájuk alkalmazták a hírhedt „machiavelliánus” kifejezést. A fejedelem útmutatásaira hivatkozva azután évszázadokig sokan próbálták igazolni embertelen tetteiket. Így például az amerikai kontinens 16. századbeli gyarmatosításának „erkölcsi” alapjaként szolgáltak a könyv nézetei.
A szerző életének kutatói azonban világosan leszögezik, hogy ez a mű egyáltalán nem illeszkedik a jámbor Machiavellinek a még életében megjelent többi munkája sorába. Egyesek ezért úgy látják, hogy a „tanácsok” formájában megírt könyvében a szerző valójában nem tett mást, mint bemutatta korának fejedelmi udvaraiban szerzett keserű tapasztalatait.

## Tartalomjegyzék

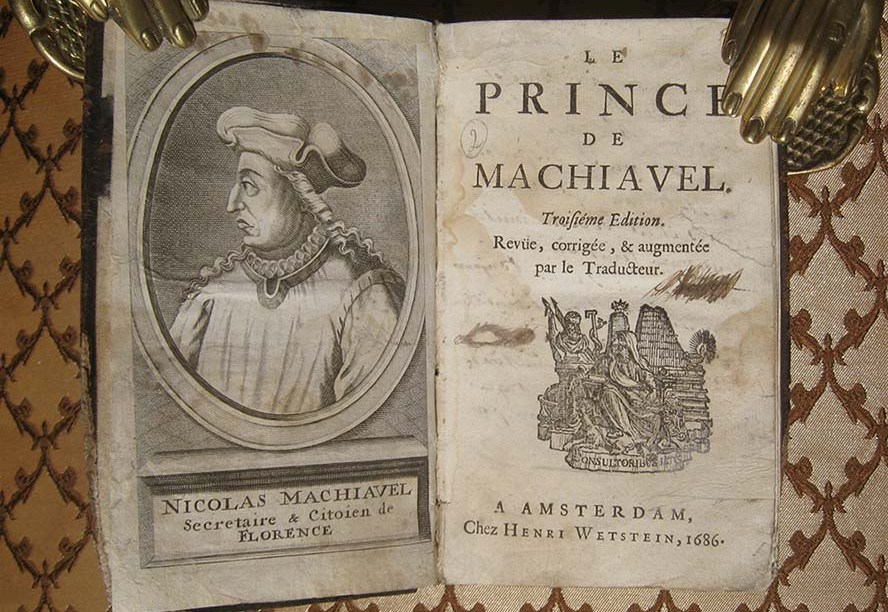
Niccolò Machiavelli: Le Prince, 1686-os kiadás

Niccolò Machiavelli Lorenzo de Medicihez
1. Hányféle az egyeduralom, és hogyan lehet megszerezni
2. Az örökletes egyeduralkodásról
3. A vegyes egyeduralkodásról
4. Miért nem lázadt fel Darius birodalma, amelyet Sándor elfoglalt, örökösei ellen, Sándor halála után
5. Hogyan kell kormányozni azokat a városokat vagy országokat, amelyek maguk szabta törvények szerint éltek, mielőtt elfoglalták volna őket
6. Az újkeletű egyeduralmakról, amelyeket fegyver és vitézség árán lehet megszerezni
7. A mások fegyverével és szerencséjével szerzett új uralomról
8. Azokról, akik gyalázat árán jutnak uralomra
9. A polgári egyeduralomról
10. Hogyan kell megítélni bármely állam katonai erejét
11. Az egyházi uralom alatt lévő államokról
12. Hányféle hadsereg van; valamint a zsoldoskatonákról
13. A segéd- és vegyes csapatokról; a saját katonaságról
14. A fejedelem tennivalói a rendezett hadsereg dolgában
15. Tettekről, amelyekért az embert, különösképp pedig a fejedelmet dicsérik, vagy kárhoztatják
16. A bőkezűségről és fösvénységről
17. A könyörületességről és kegyetlenségről; inkább szeressék-e a fejedelmet, mint féljék; vagy ellenkezőleg, inkább féljék, mint szeressék
18. Hogyan tartsa meg a fejedelem az adott szót
19. Hogyan kerülje el a megvetést és gyűlöletet
20. Hasznosak-e az erődítmények és hasonló dolgok, melyeket a fejedelmek manapság építenek
21. Miképp cselekedjék az uralkodó, hogy becsüljék
22. A tanácsadókról, akiket a fejedelem maga mellett tart
23. Hogyan kell elkerülni a hízelgőket
24. Miért veszítették el Itália uralkodói államaikat
25. Mit ér a szerencse az emberi dolgokban, s hogyan lehet vele szembeszállni
26. Buzdítás Itália elfoglalásra, és a barbárok keze közül való kiszabadítására

Utószó

## Híres idézetek
Leghíresebb maximáit gyakran idézik, főleg más (szemben álló oldalon álló) politikai vezetők kritikájaként:
- „Jobb, ha félnek tőlem, mintha szeretnének”, bár az nem jobb, ha gyűlölnek, és az sem jobb, ha az erényt és az igazságot valaki szándékosan kerüli, amikor az nem is fenyegeti hatalmát.

## Magyarul
- Machiavelli Miklós: A' fejedelem; ford. Perlaky Sándor; Trattner-Károlyi Ny., Pest, 1848
- Machiavelli Miklós: A fejedelem; ford. Orbán Dezső; Franklin, Bp., 1906 (Olcsó könyvtár)
- A fejedelem; ford. Lányi Margit, előszó Rodolfo Mosca; Phőnix, Bp., 1939 (Klasszikus írások)
- A fejedelemről / Antimachiavelli / Nagy Frigyes; vál., ford., bev. Juhász Vilmos; Officina, Bp., 1942 (Officina könyvtár)
- A fejedelem; ford., jegyz. Lutter Éva, utószó Kardos Tibor; Magyar Helikon, Bp., 1964
- A fejedelem; ford. Lutter Éva, Karinthy Ferenc, versford. Somlyó György; Magyar Hírlap–Maecenas, Bp., 1993 (Heti klasszikusok)
- A fejedelem; ford., jegyz. Lutter Éva; Helikon Kiadó, Bp., 2015 (Helikon zsebkönyvek)